# Ilkivți, Teofipol
Ilkivți (în ucraineană Ільківці) este localitatea de reședință a comunei Ilkivți din raionul Teofipol, regiunea Hmelnîțkîi, Ucraina.

## Demografie
Componența lingvistică a localității Ilkivți
     Ucraineană (99,37%)
     Alte limbi (0,63%)
Conform recensământului din 2001, majoritatea populației localității Ilkivți era vorbitoare de ucraineană (99,37%), existând în minoritate și vorbitori de alte limbi.